# Bracon fuscoflavus
Bracon fuscoflavus är en stekelart som beskrevs av Papp 1965. Bracon fuscoflavus ingår i släktet Bracon och familjen bracksteklar. Inga underarter finns listade.